# Catalina Batista Parra
Catalina Batista Parra (1963) es una artesana rarámuri nacida en Cusarare, en el municipio de Guachochi, Chihuahua. 

## Biografía
Catalina nació en una cueva en la barranca de Cusare perteneciente al municipio de Guachochi, en la Sierra Madre Occidental. Fue criada por sus padres y abuelos. De niña veía cómo su madre y su abuela elaboraban artesanías; sin embargo, no concluyó sus estudios hasta la edad adulta.
Su primer trabajo fue como promotora de salud en las unidades médicas de la sierra Tarahumara. Ahí apoyaba a las mujeres y empezó a interesarse por la artesanía. Unos años más tarde comenzó a organizar grupos de artesanos para comercializar sus productos. 
Es fundadora de la Cooperativa Rarámuri, formada por mujeres de diversas comunidades. Forma parte de la Asociación de Mujeres Empresarias, gracias a la cual ha logrado promover y vender las artesanías de su comunidad en el extranjero.
Catalina ha promovido el trabajo de los artesanos rarámuri dentro del país en ciudades como Cancún, a donde ella se trasladó para vender artesanías en un inicio, y Puebla. En el extranjero ha representado la artesanía en Roma, Madrid y Chicago.  
Además de la promoción de artesanías, Catalina trabaja como intérprete en la Secretaría de Desarrollo Social. Ahí ayuda a personas indígenas a comunicarse para realizar algún trámite o en los programas de apoyo a los pueblos.
Ha sido reconocida como «Chihuahuense Destacada» por el Congreso del Estado de Chihuahua con el reconocimiento Aurora Reyes por sus 30 años de trayectoria con la que ha representado la cultura y artesanías de los pueblos indígenas de Chihuahua.

## Distinciones
- Premio Aurora Reyes, otorgado a mujeres con trayectoria en disciplinas artísticas (2019).[5]